# Peak Charles National Park
Peak Charles National Park är en park i Australien. Den ligger i delstaten Western Australia, omkring 510 kilometer öster om delstatshuvudstaden Perth.
Trakten runt Peak Charles National Park är nära nog obefolkad, med mindre än två invånare per kvadratkilometer.. Det finns inga samhällen i närheten.
I omgivningarna runt Peak Charles National Park växer huvudsakligen savannskog. Genomsnittlig årsnederbörd är 485 millimeter. Den regnigaste månaden är mars, med i genomsnitt 87 mm nederbörd, och den torraste är februari, med 15 mm nederbörd.